# Heaven’s Open
Heaven’s Open ist ein Musikalbum des britischen Rockmusikers Mike Oldfield. Es ist Oldfields vierzehntes Studio-Album und wurde 1991 veröffentlicht. Es war sein letztes Album bei Virgin. Mike Oldfield war vertraglich verpflichtet, dieses Album zu produzieren. Nachdem er sich mit dem Inhaber und Gründer von Virgin Richard Branson überworfen hatte (Gründe siehe Amarok), versah er es mit Seitenhieben gegen die Plattenfirma. So kritisiert er in Make make deren Geldgier zu Kosten der Originalität.
Oldfield veröffentlichte das Album unter dem Namen Michael Oldfield. Zudem ist der Vorname des Produzenten Tom Newman mit einem „h“ verfremdet. Newman sagte später, es war ein Versuch, sich neu zu erfinden, während eine andere Quelle die Theorie vertritt, dass Branson Oldfield auf die Idee gebracht hätte, da „Michael“ wesentlich förmlicher und respektabler klingt, als das umgängliche „Mike“.
Ungewöhnlich ist, dass Oldfield den Leadgesang aller Gesangstitel selbst übernimmt. Heaven’s Open ist das einzige seiner Alben, bei dem dies der Fall ist. Oldfield nahm dafür extra sechs Monate Gesangsunterricht bei Helena Shenel.

## Titelliste
1. Make Make – 4:16
2. No Dream – 6:02
3. Mr. Shame – 4:22
4. Gimme Back – 4:09
5. Heaven’s Open – 4:28
6. Music From The Balcony – 19:44 (Instrumental)